# موش کپه‌ساز
موش‌های جنگلی یا موش‌های کُپه‌ساز نامی است که به چند گونه از موش‌های سردهٔ نئوتوما (Neotoma) داده می‌شود.
موش‌های کپه‌ساز در بیابان‌ها و فلات‌های غرب ایالات متحده و شمال مکزیک زندگی می‌کنند و در شرق آمریکا و غرب کانادا نیز دیده می‌شوند. موش‌های کپه‌ساز کمی کوچک‌تر از موش‌های خانگی معمولی هستند و دمی دراز و بعضاً پرمو دارند.
موش‌های کپه‌ساز، لانه‌هایی پیچیده درست می‌کنند و در آن‌ها کپه‌ها و توده‌هایی از شاخه‌ها و کاکتوس‌ها و دیگر اشیاء گرد هم می‌آورند که به این کپه‌ها اصطلاحاً موش‌انباشت گفته می‌شود.
موش‌انباشت‌ها گاه موادی را در خود جای می‌دهند که ۴۰ هزار سال دیرینگی دارند و این به باستان‌شناسان برای بازسازی محیط‌های ماقبل تاریخ کمک می‌کند.

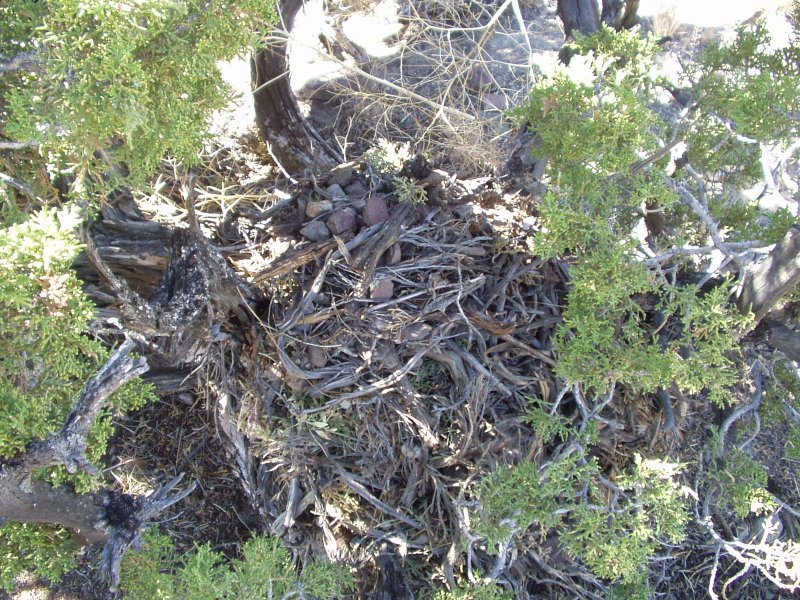
یک موش‌انباشت فعال، در شمال نوادا.

## گونه‌ها
- Neotoma
- زیرسرده (Neotoma)
  - موش جنگلی گلوسفید - White-throated woodrat
    - Neotoma albigula varia - Turner Island woodrat

  - موش جنگلی تامالیپان - Tamaulipan woodrat
  - موش جنگلی آنتونی - Anthony's woodrat †
  - موش جنگلی برایانت - Bryant's woodrat
  - Neotoma bunkeri - Bunker's woodrat †
  - موش جنگلی نیکاراگوئه - Nicaraguan woodrat
  - موش جنگلی آریزونا - Arizona woodrat
  - موش جنگلی فلوریدا - Florida woodrat (eastern woodrat)
    - Neotoma floridana smalli - Key Largo woodrat

  - موش جنگلی گلدمن - Goldman's woodrat
  - موش جنگلی بیابان‌نشین - desert woodrat
  - موش جنگلی دندان‌سفید - white-toothed woodrat
  - موش جنگلی گوش‌بزرگ - big-eared woodrat
  - موش جنگلی آلگنی - Allegheny woodrat
  - Neotoma martinensis - San Martin Island woodrat †
  - موش جنگلی مکزیکی - Mexican woodrat
  - موش جنگلی دشت‌های جنوب - Southern Plains woodrat
  - موش جنگلی نلسون - Nelson's woodrat
  - موش جنگلی بولانوس - Bolaños woodrat
  - موش جنگلی استیفن - Stephens' woodrat
- زیرسرده (Teanopus)
  - موش جنگلی سونورا - Sonoran woodrat
- زیرسرده (Teonoma)
  - موش جنگلی دم‌پشمی - bushy-tailed woodrat
  - موش جنگلی تیره‌پا - dusky-footed rat